# Cayey (plaats)
Cayey is een plaats (zona urbana) in het Amerikaanse unincorporated territory Puerto Rico, en valt bestuurlijk gezien onder gemeente Cayey.

## Demografie
Bij de volkstelling in 2000 werd het aantal inwoners vastgesteld op 19.940.

## Geografie
Volgens het United States Census Bureau beslaat de plaats een oppervlakte van 6,5 km², geheel bestaande uit land. Cayey ligt op ongeveer 404 m boven zeeniveau.

## Geboren
- Luis Guzmán (1956), acteur

## Plaatsen in de nabije omgeving
De onderstaande figuur toont nabijgelegen plaatsen in een straal van 28 km rond Cayey.